# Compás (tauromaquia)
En el toreo se habla de compás para aludir al mayor o menor ángulo de apertura de piernas que tiene un torero al ejecutar lances de capa o pases de muleta. Los casos más extremos oscilan desde el torear con los pies juntos, sea con el capote o con la muleta, es decir con el compás cerrado,

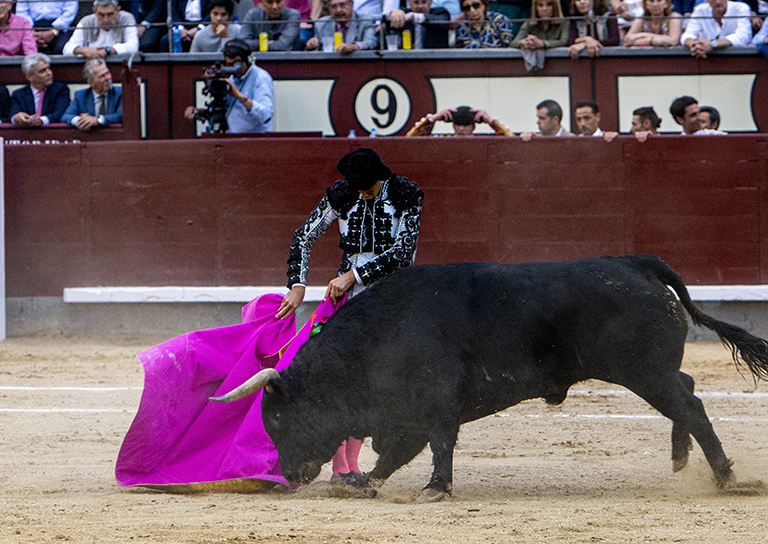
Lance con el compás cerrado

 hasta el recorte de capa, o el doblón con la muleta, en que las piernas se hallan en el grado máximo de su apertura angular entre ellas. A este último tipo, por flexionarse al menos una pierna, se le denomina, desde muy antiguo, compás quebrado.

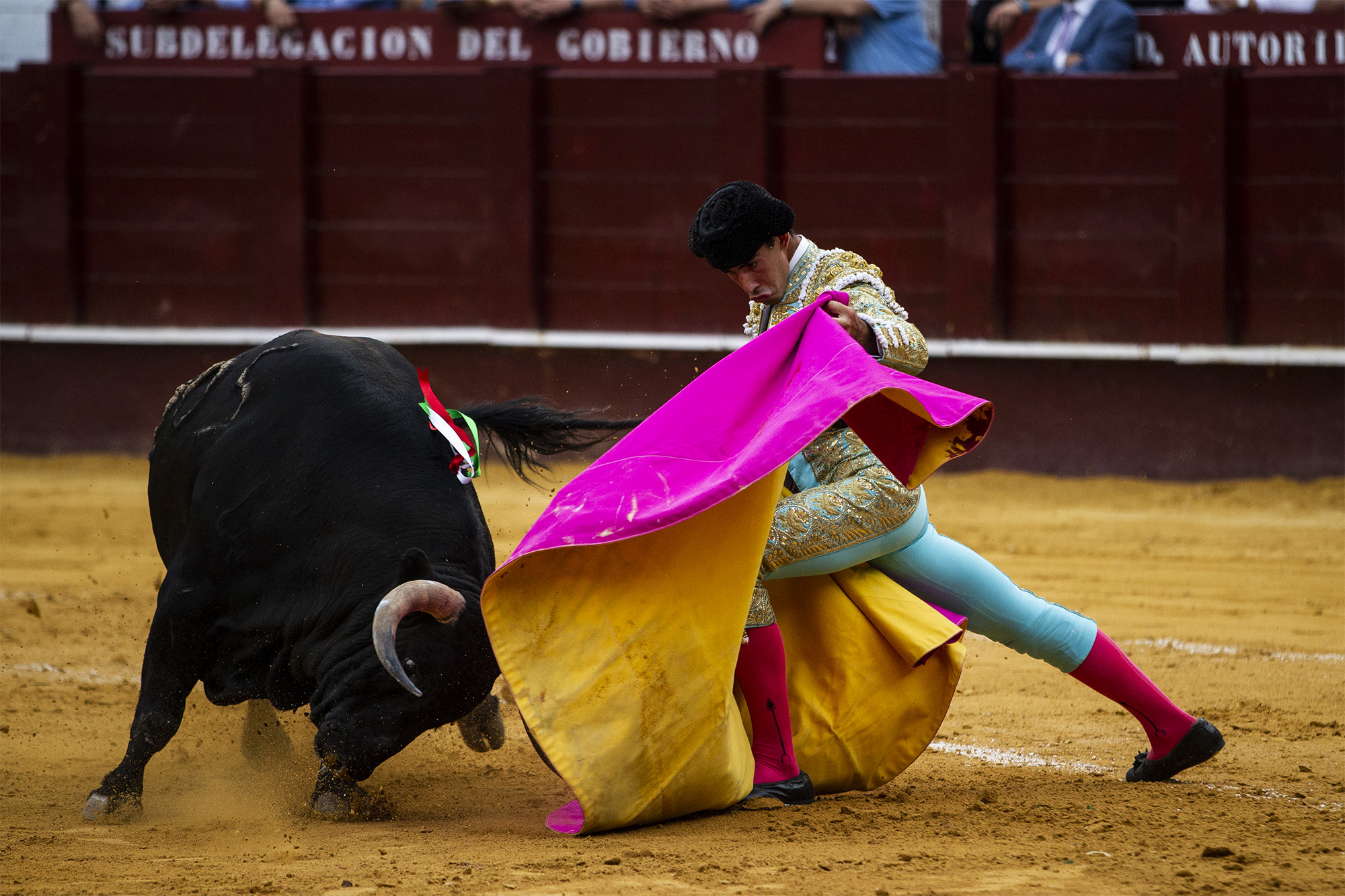
Compás quebrado

Como se podrá deducir de los siguientes renglones, y de la observación al natural de las faenas, es aún necesario precisar dos formas distintas de abrir el compás los toreros, que hasta ahora no se han atendido en las definiciones, aunque sí en sus consecuencias. En una de ellas, las piernas se abren hacia los lados, es decir, en el mismo plano imaginario que conforma el tronco del cuerpo, dando lugar comúnmente al toreo de perfil y al pase largo. En la otra forma de abrir el compás, la pierna que corresponde al embroque con el toro, es decir, la pierna de salida, se abre, o bien hacia atrás del plano del tronco corporal, descargando la suerte; o bien hacia adelante del referido plano, hacia el toro, cargando la suerte y dando lugar al llamado toreo profundo.
(Aunque los conceptos expuestos hasta aquí son los que conforman el contenido de este artículo, es muy conveniente hacer constar que la palabra "compás" en tauromaquia puede tener también, con cierta frecuencia, un uso completamente distinto, que proviene de su acepción musical, muy conocida popularmente, pues se dice que con los compases se reconocen las canciones o temas. Ese valor musical popular, más que el propiamente técnico del término compás, viene entonces a asociarse en el toreo a cualidades rítmicas de las tandas de pases, cuando el temple de cada uno, y sobre todo la ligazón entre ellos, cobran una relevancia significativa, y surgen expresiones del tipo "torear acompasado", "con compás, "a compás", sugiriendo cadencias y ritmos ordenados para el sentido de la vista en vez de para el oído, sin ninguna relación necesariamente ligada al concepto apertura de piernas que se estudia aquí. Es notable que a este otro valor conceptual no se aluda en la lexicografía especializada, a no ser que en este sentido vaya la última acepción de José Carlos de Torres, así de escueta: “También movimiento”, que podría aludir a torear a compás o con cadencia de ritmo. Baste, al respecto, con este apunte diferenciador).

## Definición de la RAE
El término compás no es acuñado por la Real Academia Española con significado taurino, pero sí se pueden anotar tres cuestiones tras su consulta. Primera, que el sustantivo masculino compás proviene del verbo compasar (del latín, cum, con; y passus, paso). Segunda, que para definir el conocido instrumento con el que se trazan circunferencias, dice: “formado por dos piernas agudas…”. Tercera, el alto número de acepciones que recoge la RAE respecto a compás en relación con diversos pasos y movimientos de la esgrima, lo que trae al recuerdo las más antiguas tauromaquias y en concreto la inesperada definición de Pepe Hillo respecto al término “diestro”: “se llama al aficionado o torero que lancea el toro, a semejanza de uno de los combatientes de la esgrima”. Sorprendente equiparación aunque sea sabido que el toreo antiguo, desde sus comienzos hasta Juan Belmonte, se ejecutaba a base de mucho movimiento de piernas, como el deporte de la esgrima.

## Ampliación de académicos
Algunos miembros de la RAE han publicado diccionarios de forma independiente. En uno de ellos (de 75.000 entradas y más de 4.600 páginas) se puede encontrar que la segunda acepción, entre muchas, del término compás, determina: “Ángulo que forman las piernas de una persona en pie”, que es fundamental para el punto de vista de la tauromaquia y de este artículo; y además, el ejemplo que aduce para expresar el concepto definido es, precisamente, taurino: “G. Sureda, Sab[ado gráfico], 16.7.75: Lo que yo les censuro a los toreros no es que sean perfileros, sino que a veces lo sean y otras no; que en ocasiones toreen con los pies juntos y que otras lo hagan con el compás exageradamente abierto”. No interesa aquí la apreciación valorativa de ese crítico, sino el uso que hace de la palabra compás en relación con el toreo, perfectamente encajada en la definición que facilitan los lexicógrafos de esta referencia.

## El uso más antiguo conocido
Ya aparece el término compás en la llamada Cartilla de Osuna, por haber aparecido este documento, sin firma ni fecha, en la Biblioteca de Osuna, que se integró en los fondos de la Biblioteca Nacional. Se considera la primera tauromaquia del toreo a pie (aunque el Tratado de la brida y jineta, del siglo XVI, ya aludía algo al toreo a pie), y se viene datando en las décadas finales del siglo XVII. Escrita por un practicante del toreo contiene veintitrés reglas, y se titula Cartilla en que se notan algunas reglas de torear a pie, en verso y prosa. La regla XI se dirige al torero, y dice del toro:
Si os pareciere que es fuerte
no rehusarás el salir
que es el tiempo de lucir,
pues es muy clara la suerte.
En esta ocasión advierte
que a la moción de un compás
retirando el pie hacia atrás,
y más si fuere el siniestro,
usarás como el más diestro,
y dos mil suertes le harás.
Añadiendo en prosa la explicación del término: “El compás es estar derecho y moviendo un pie, sea el que fuere, hacia atrás a modo de campanela, pudiendo de esta suerte torear a un lado y a otro, advirtiendo ser conveniente a los principiantes que se saque la capa por debajo, hasta que lleguen a saber de todas suertes, sabiendo asimismo que el compás quebrado se hace con todo el cuerpo, quedándose mirando al toro para repetir más suertes”.
Evidentemente, está aludiendo a la conveniencia del toreo por bajo para someter al toro, y con la expresiva especificación de “compás quebrado” a la suerte concreta del hoy llamado doblón, es decir, flexionando la rodilla del embroque, fuera ejecutado con el capote, o con la muleta (“con un lienzo blanco… de menor ámbito que la capa”), como ya describe la Regla XVI. Considérese la importancia de la alusión a este “lienzo” (hoy, muleta de franela o paño rojo), porque relativiza la idea generalizada de que en un considerable tiempo se usó la capa en exclusiva para el toreo a pie. Aunque es cierto que la propia Regla XVI considere esa suerte del lienzo como “más extraña” y poco usada, también es cierto que augura certeramente:
…con esta acción
se logra una perfección
en el modo de torear.
En la Regla XVII vuelve a aludirse al compás, en una variante de la forma de entrar a matar:
… y llámele de costado,
haciendo un compás quebrado
nunca se verá en estrecho.
(En efecto, los pases por bajo de compás quebrado son de mucho mando y castigo, porque obligan a doblarse al toro).
Y concluye, ya en prosa, que “correrá un compás quebrando junto con dos pasos atrás”, acción con el estoque que no es “de las más lucidas”, aunque “bueno es saber de todo”.

## Definiciones especializadas
A la antedicha Cartilla alude José Carlos de Torres, para apuntar que en "algún tratado" del siglo XIX se alude también a "compás de pies".
Cossío, en el “Vocabulario” con el que inicia su Tratado, define “compás” así: “El que metafóricamente forman las piernas del diestro, más o menos abiertas”. Lógicamente, la metáfora se refiere al instrumento (y recordemos que la RAE también utilizaba inversamente la metáfora "piernas" al definirlo). Y este es su ejemplo: “Los otros diestros, que no podían torear sino abriéndose mucho de piernas y moviéndose, abriendo el compás, como decían los revisteros, se miraban y sonreían. (Carlos Reyles, El embrujo de Sevilla)”.
En el tomo II del Tratado, como hemos visto, Cossío describe, analiza y luego reproduce la Cartilla, relacionando, mediante la Regla XI, los juegos de piernas en compás con el concepto “cargar la suerte”, para terminar afirmando: “El claro concepto que el autor tiene del cargar la suerte, y que explica con intrincados términos de esgrima, es el mayor interés subrayarle [sic]. El cargar la suerte constituye la base de todo el toreo de a pie, y sólo este hallazgo consiente que el lidiador no abandone su terreno, y hace posibles los posteriores progresos del toreo parado”.
Nieto Manjón repite como definición la de Cossío, y añade: “La forma de concebir su ejecución ha cambiado radicalmente de sus comienzos a hoy”. Así, reproduce un segmento, en prosa, de la Regla XI de la Cartilla de torear, transcrito en verso y en prosa en el epígrafe anterior, y comenta: “El aficionado actual considera que el compás debe realizarse echando la pierna hacia adelante y no atrás». Puede verse que Nieto Manjón asume, siguiendo el comentario de Cossío sobre esa primitiva “Preceptiva”, una conexión entre el concepto “compás” y el de “cargar la suerte”, al modo en que podrá leerse en el último epígrafe.

## Uso de la palabra por un torero histórico
Andrés Amorós facilita la cita textual de uno de los grandes toreros del siglo XX, Domingo Ortega: “Con el compás abierto, el torero alarga, pero no profundiza; la profundidad la toma el torero cuando la pierna avanza hacia el frente, no hacia el costado”. Como puede verse, está relacionando el concepto compás con el de cargar la suerte, y esta última idea, tan importante en tauromaquia, la sigue desarrollando, pero eso ya no forma parte lógica de este artículo.